# Będzikówka
Będzikówka (972 m) – szczyt w północnym grzbiecie Skałki w Paśmie Radziejowej w Beskidzie Sądeckim. Jest to szczyt dwuwierzchołkowy, jego wierzchołki są zwornikami dla czterech grzbietów:
- północno-zachodniego, opadającego do doliny Obidzkiego Potoku. Grzbiet ten oddziela dolinę potoku Czerniawa od doliny Bukowego Potoku;
- północnego, oddzielającego dolinę Bukowego Potoku od doliny Potoku za Bachnacie;
- północno-wschodniego, oddzielającego dolinę Potoku za Bachnacie od doliny Skalnego Potoku;
- krótkiego wschodniego, oddzielającego dolinę skalnego Potoku od doliny potoku Synklówka.

Szczyt i stoki Będzikówki są porośnięte lasem. Jest w nim kilka zarastających polan. U podnóży grzbietów Będzikówki na polanach są osiedla miejscowości Obidza i Łazy Brzyńskie (to zostało już opuszczone). Pierwotnie nazwa Będzikówka odnosiła się tylko do polany, później dopiero na mapach nazwa ta przeniesiona została na wznoszący się nad polaną szczyt.
Na szczycie Będzikówki graniczą z sobą trzy miejscowości: Obidza i Łazy Brzyńskie (gmina Łącko) i Gaboń (gmina Stary Sącz) – wszystkie w województwie małopolskim, w powiecie nowosądeckim.

## Szlaki turystyczne
Przez Będzikówkę prowadzą szlaki turystyczne omijając jej wierzchołek. Szlak turystyki pieszej trawersuje go po zachodniej stronie, szlak turystyki konnej po wschodniej stronie.
 – zielony: Jazowsko – Łazy Brzyńskie – Będzikówka – Jasiennik – Minkowska Przełęcz – Skałka – Przehyba. Czas przejścia: 4 h, ↓ 3 h